# Libčice nad Vltavou
Libčice nad Vltavou é uma cidade checa localizada na região da Boêmia Central, distrito de Praha-západ.